# Парад на Красной площади 9 мая 2008 года
Парад в Москве на Красной площади 9 мая 2008 года прошёл в День Победы, в 63-ю годовщину со дня окончания Великой Отечественной войны в 10:00 по московскому времени. На этом параде Президент Российской Федерации Дмитрий Анатольевич Медведев впервые выступил в качестве Верховного Главнокомандующего Вооружёнными Силами Российской Федерации.
Во время парада впервые в истории современной России на Красной площади была использована тяжёлая военная техника. В параде также принимали участие истребители и стратегические бомбардировщики.
Командовал парадом командующий войсками Московского военного округа — генерал армии Владимир Юрьевич Бакин, принимал парад министр обороны России — Анатолий Эдуардович Сердюков.
Войска, участвующие в этом параде, получили новую парадную униформу. Особенностью является то, что участвующие солдаты воздушно-десантных, внутренних войск, курсанты Рязанского воздушно-десантного института, Московского пограничного института, Академии гражданской защиты МЧС, Московского высшего военного командного училища (так называемые «Кремлёвские» курсанты) сменили свою камуфлированную парадную форму на одноцветную.

## Представленные войска
- Вооружённые Силы РФ
- Войска Пограничной службы Федеральной безопасности РФ
- Войска МЧС РФ
- Внутренние войска МВД РФ
- Военные академии и военные училища
- Другие силовые ведомства

## Состав участников и военная техника
Парад состоял из пяти частей:
1. Объезд частей
2. Речь Президента
3. Марш пеших подразделений
4. Военная техника
5. Авиация

Участниками парада стали 8000 солдат и офицеров, 6000 солдат в новой форме образовали строевые «коробки», остальные 2000 управляли машинами, боевыми комплексами, самолётами, либо находились в них в качестве экипажа или пассажиров.
111 единиц гусеничной и колёсной боевой техники, 32 самолёта и вертолёта.

### Порядок следования военной техники
Открывала парад знамённая группа на 3-х УАЗ-469, далее следовали: колонна № 1 (чётная сторона Тверской улицы) и колонна № 2 (нечётная сторона Тверской улицы). Закрывала парад ещё одна знамённая группа на 3-х УАЗ-469.
По Красной площади техника следовала в два ряда (за исключением комплексов С-300 «Фаворит», «Искандер»-М и «Тополь»), некоторые коробки вместо собственных машин возглавлялись командными УАЗ-469.
| Машины                                         | Военная часть |
| Колонна № 1                                    | |
| 9 ГАЗ-2975 «Тигр»                              | 10 ОБрСпН |
| 9 БТР-80                                       | 2-я гвардейская Таманская мотострелковая дивизия (1-й гвардейский Севастопольский мотострелковый полк)                      |
| 9 БМП-3 «Тропик»                               | 2-я гвардейская Таманская мотострелковая дивизия (15-й гвардейский Шавлинский мотострелковый полк)                          |
| 9 БМД-4 «Бахча-У»                              | 106-я гвардейская воздушно-десантная дивизия                                                                                |
| 8 САУ 2С25СД «Спрут»*                          | 106-я гвардейская воздушно-десантная дивизия (137-й гвардейский парашютно-десантный полк)                                   |
| 9 Т-90 «Владимир»                              | 2-я гвардейская Таманская мотострелковая дивизия (1-й гвардейский танковый полк имени маршала бронетанковых войск Катукова) |
| 8 САУ 2С19 «Мста-С»*                           | 2-я гвардейская Таманская мотострелковая дивизия (147-й гвардейский самоходный Симферопольский артиллерийский полк)         |
| Колонна № 2                                    | |
| 4 ЗПРК 2К22 «Тунгуска»* 4 ЗРК 9К332 «Тор» М2** | Смешанная колонна войсковой ПВО Московского военного округа                                                                 |
| 8 СЗРК 9К37М1 «Бук»*                           | 53-я Курская зенитно-ракетная бригада                                                                                       |
| 8 РСЗО 9К58 «Смерч»*                           | 79-я гвардейская Новозыбковская ракетная бригада                                                                            |
| 4 ЗРК С-300 «Фаворит»*                         | Зенитно-ракетный полк Командования специального назначения                                                                  |
| 4 ОТРК 9К720 «Искандер»-М*                     | Отдельный ракетный дивизион                                                                                                 |
| 4 СМБК РТ-2ПМ «Тополь»*                        | 235-й ракетный Ивановский полк Тейковской ракетной дивизии РВСН                                                             |

* — возглавлялась командным УАЗ-469
** — без командной машины
Всего на параде были представлены 111 единиц военной техники (включая 14 УАЗ-469). Из этой техники после распада СССР были разработаны только внедорожник ГАЗ-2330 «Тигр» и самоходная противотанковая пушка САУ 2С25СД «Спрут».
Поддержку и сопровождение осуществляла инженерная бронетехника БРЭМ «Топаз», колёсные и гусеничные (МТЛБ) танковые тягачи, командно-штабные машины и другая техника. Вышеперечисленные виды техники вместе с резервными единицами не следовали по Красной площади, а остались за её пределами и должны были быть использованы только в случае необходимости.

### Порядок следования воздушной части
Военно-воздушные силы России представили 32 летательных аппарата.
| № группы | Состав группы                                                                    | Военная часть |
| -------- | -------------------------------------------------------------------------------- | --- |
| 1        | Ми-8 с флагами России, Вооружённых сил РФ, ВВС РФ на подвесе — 3 единицы.        | 206-я авиационная база 8-й авиационной дивизии особого назначения (Малино) |
| 2        | Ан-124 «Руслан» — 1 ед. и Су-27 — 2 ед.                                          | 566-й Солнечногорский Краснознамённый военно-транспортный авиационный полк (Сеща), истребители — 4-й ЦБП и ПЛС (Липецк) |
| 3        | Ту-160 «Белый лебедь» (б/н «02») — 1 ед. и МиГ-31 — 2 ед.                        | 121-й гвардейский тяжёлый бомбардировочный авиационный полк 22-й гвардейской Донбасской тяжёлой бомбардировочной авиационной дивизии (Энгельс), истребители — Саваслейка                                                                                |
| 4        | Ил-78 — 1 ед. (имитация дозаправки — 1 шланг), Ту-95МС — 1 ед., и МиГ-29 — 2 ед. | 203-й гвардейский Орловский авиационный полк самолётов-заправщиков (Дягилево), 184-й тяжёлый бомбардировочный авиационный полк 22-й гвардейской Донбасской тяжёлой бомбардировочной авиационной дивизии (Энгельс), истребители — 4-й ЦБП и ПЛС (Липецк) |
| 5        | Ил-78 — 1 ед. (имитация дозаправки — 2 шланга), Су-24 — 1 ед. и Су-34 — 1 ед.    | 203-й гвардейский Орловский авиационный полк самолётов-заправщиков (Дягилево), бомбардировщики — 4-й Центр боевого применения и переучивания лётного состава ВВС, Су-34 пилотировал лично начальник Липецкого авиацентра генерал-майор А. Н. Харчевский |
| 6        | Ту-22М3 — 3 ед.                                                                  | 840-й тяжёлый бомбардировочный авиационный полк (Сольцы) |
| 7        | Су-25 — 4 ед.                                                                    | 899-й гвардейский штурмовой авиационный полк 16-й Краснознамённой воздушной армии (Бутурлиновка) |
| 8        | Су-27 — 5 ед. и МиГ-29 — 4 ед. (построение «ромб»)                               | Пилотажные группы «Русские витязи» и «Стрижи» (Кубинка) |

Для тренировки лётного состава были задействованы аэродромы Шайковка Калужской области и Кубинка Московской области. Тренировочные полёты производились над тренировочной площадкой в Алабине Московской области.
29 апреля в рамках репетиции парада над Тверской улицей в Москве пролетели вертолёты и ведущие самолёты каждого звена, которые примут участие в пролёте над Красной площадью.
5 мая во время генеральной репетиции парада самолёты пролетели в полном составе.
Боевой порядок следования и состав групп частично повторяют (группы 1-7,14) воздушный парад в честь 50-летия Великой Победы 9 мая 1995 года на Поклонной горе.

## Показ пусковых установок ракет «Тополь»
Во время парада по Красной площади проехали 4 пусковые установки с муляжами ракет Тополь без боеголовок внутри (в целях обеспечения безопасности граждан) (полностью боевой ракетный комплекс состоит из нескольких разных машин). На площадь ПУ въехали через сохранившийся проезд между Историческим музеем и Александровским садом, в который установка проходит с трудом из-за больших размеров. В качестве резервной единицы использовался заправщик (назначение единицы не идентифицировано). На корпусе (вверху) размещены три люка, но по механизмам это, скорее, транспортное (не боевое) устройство для ракет, имеющее то же шасси и схожий силуэт.

## Подготовка к параду
Тренировки к параду проходили на площадке в Алабине Московской области на протяжении 2 месяцев, тренировка на Красной площади была проведена трижды. В ночное время, 29 апреля и 3 мая. генеральная репетиция (5 мая) проводилась по графику парада, то есть в период с 10:00 до 11:00. Форма одежды — парадная. 8 мая на Красной площади был сооружён временный помост с бело-сине-красным полотнищем, закрывавший Мавзолей Ленина.
От Ходынского поля техника следует по Ленинградскому проспекту, 1-й Тверской-Ямской и Тверской улицам. Устанавливается в две колонны. Голова колонн — у выезда на Манежную площадь (район гостиницы «Националь»). Далее через Кремлёвский проезд на Красную площадь. После прохода по Красной площади техника следует по набережной, далее улицам Моховая, Воздвиженка, Новый Арбат. По Садовому кольцу колонна следует до Триумфальной площади, где, в зависимости от ситуации поворачивает на второй круг/следует к месту стоянки. Для каждой из групп боевой техники подготовлено по одной единице резерва. Маршрут на «Яндекс. Карта».
Самолёты репетировали пролёт над Москвой над зданием ГУМа. При подлёте к Красной площади, согласно инструкции, самолёты должны были максимально мало находиться над жилыми домами, в основном пролетая над Москвой-рекой и крупными дорогами в целях безопасности.
Медицинское обеспечение подготовки к военному параду и самого парада осуществлялось 878-м МОСНом МВО и 988-м ЦГСНом Минобороны России

## Доставка техники на площадь
22 апреля техника была доставлена на тренировочную площадку в подмосковном Алабине. Перед парадом гусеничная техника была доставлена по железной дороге до станции Пресня-Товарная, а далее своим ходом по Тверской улице в асфальтоходных гусеницах с резиновыми накладками, не портящими дорожное покрытие. Хранение боевой техники на время репетиций на Красной площади осуществлялось в районе Ходынского поля. В целях предосторожности троллейбусные провода были обесточены.
Из-за того, что в 1995 году были восстановлены Воскресенские ворота, закрывшие один из проездов, военная техника въезжала на Красную площадь только с одной стороны от Исторического музея, а не с двух, как ранее.

## История парадов с участием техники
Впервые Парад Победы был введён в 1945, однако с 1947 День Победы долгое время фактически не отмечался и являлся рабочим днём. В юбилейном 1965 году День Победы вновь стал нерабочим.
Последний парад на Красной площади с участием боевой техники был проведён до распада СССР, 7 ноября 1990 года, в годовщину Октябрьской революции.
С 1991 по 1994 год парады на Красной площади не проводились. В 1995 году был проведён парад в честь 50-летия со Дня Победы, в котором пешая его часть состоялась на Красной площади, а механизированная часть состоялась на Поклонной горе. С 1996 парады вновь регулярно проводятся на Красной площади, но до 2008 года без участия боевой техники. Таким образом, в новейшей истории России парад 2008 года стал первым парадом Победы, который проводился с участием военной техники на Красной площади.
Пролёты пилотажных групп осуществляются с 2005 года (в День России (12 июня) — с 2003 года)

## Телетрансляция
Прямая телевизионная трансляция парада велась каналами: Первый канал, «Россия», ТВ Центр, «Вести».

## Критика
Парад с использованием военной техники критикуют за возвращение к демонстрации оружия, как во время холодной войны, на что Владимир Путин ответил: «Это не бряцание оружием. Мы никому не угрожаем и не собираемся этого делать, никому ничего не навязываем».
Власти столицы выделили на подготовительные работы, восстановление брусчатки и асфальтобетонного покрытия более 1,3 миллиарда рублей. Фактически по состоянию на 7 мая для восстановления дорог и на другие подготовительные мероприятия было потрачено 131,74 млн рублей. Во время проведения репетиций никаких видимых повреждений дорожного покрытия не наблюдалось.

## Парады в других городах
Одновременно с парадом на Красной площади торжественные парады прошли во многих городах России. В некоторых городах, как и в Москве, в параде участвовала тяжёлая военная техника:
- Во Владивостоке
- Во Владикавказе на площади Свободы
- В Волгограде
- В Екатеринбурге
- В Калининграде
- В Новороссийске
- В Ростове-на-Дону
- В Санкт-Петербурге на Дворцовой площади
- В Североморске
- В Томске
- В Хабаровске
- В Челябинске

### Фотографии
- Полёты на аэродроме Шайковка
- Авиационная часть Парада Победы 9 мая 2008 года
- Фотографии в блоге dryutsky.livejournal.com
- Парад на Новом Арбате
- Погрузка техники на станции Пресня-товарная 9.05.2008 в блоге vovanko.livejournal.com
- Парад на Новом Арбате
- Фотографии Военного парада 9 мая 2008 года В Москве.

### Видео
- Парад Победы в Москве. Полная версия. Запись прямой трансляции
- Парад Победы в Москве. Наземная боевая техника. Запись прямой трансляции
- Парад Победы в Москве. Воздушная часть. Запись прямой трансляции
- Парад Победы. Репортаж «Первого канала».
- Парад Победы. (недоступная ссылка) Репортаж «Пятого канала».
- Парад на Новом Арбате (видео)
- Проезд техники по Новому Арбату на YouTube
- Парад Победы в Москве 9 мая 2009 года. Запись прямой трансляции  (недоступная ссылка — история)